# Emiliano Zapata, Mapastepec
Emiliano Zapata är en ort i Mexiko.   Den ligger i kommunen Mapastepec och delstaten Chiapas, i den sydöstra delen av landet, 800 km sydost om huvudstaden Mexico City. Emiliano Zapata ligger 10 meter över havet och antalet invånare är 211.
Terrängen runt Emiliano Zapata är mycket platt. Runt Emiliano Zapata är det ganska tätbefolkat, med 56 invånare per kvadratkilometer. Närmaste större samhälle är Mapastepec, 12,1 km norr om Emiliano Zapata. Omgivningarna runt Emiliano Zapata är en mosaik av jordbruksmark och naturlig växtlighet.